# Nelly Sterian
Nelly Sterian (n. 25 mai 1930, București, România – d. septembrie 1973, București, România) a fost o actriță română de film, radio și scenă, artist emerit. A absolvit cursurile Conservatorului de artă dramatică din București (promoția 1955, clasa prof. Lucia Sturdza-Bulandra).

## Activitate profesională
- Teatrul Comoedia
- Teatrul „Fantasio”
- Teatrul "Regina Maria"
- Teatrul Național din București

## Roluri în teatru (selectiv)
- Cafeneaua cea mică de T. Bernard (Teatrul Comoedia) (debut)[3]
- Întunecare, dramatizare de Cezar Petrescu și Adriana Kiselef pentru Teatrul Național Radiofonic, după romanul lui Cezar Petrescu (1955) - Laura
- Visul unei nopți de iarnă de Tudor Mușatescu - Maria Panait, vânzătoare
- Opt femei de Robert Thomas (teatru radiofonic) (1965)
- Alice în Țara Minunilor de Lewis Caroll (teatru radiofonic) (1984)

## Filmografie
- Pe răspunderea mea (1956)
- Citadela sfărîmată (1957)
- Bijuterii de familie (1958)
- Darclée (1960)
- Porto-Franco (1961)
- S-a furat o bombă (1962)
- Un nasture sau absolutul (TV) (1970)
- Departe de Tipperary (1973)

## Distincții
- Ordinul Muncii clasa a III-a (25 decembrie 1957) „cu prilejul împlinirii a zece ani de activitate a Teatrului Municipal din București, pentru merite deosebite în activitatea artistică”[4]
- titlul de Artist Emerit (28 martie 1962) „pentru realizări valoroase în domeniul artistic”[5]
- Ordinul „Meritul Cultural” clasa a III-a (6 noiembrie 1967) „pentru merite deosebite în domeniul artei dramatice”[6]